# Homalopoma mimicum
Homalopoma mimicum är en snäckart som beskrevs av LaFollette 1976. Homalopoma mimicum ingår i släktet Homalopoma och familjen turbinsnäckor. Inga underarter finns listade i Catalogue of Life.